# Sejus
Sejus C.L.Koch, 1836 é um género de ácaros pertencente à família Sejidae.

## Espécies
O género Sejus C.L.Koch, 1836 compreende as seguintes espécies:
- Sejus acanthurus Canestrini, 1884
- Sejus armatus (Fox, 1947)
- Sejus australis Hirschmann & Kaczmarek, in Hirschmann, Wisniewski & Kaczmarek 1991
- Sejus bakeriarmatus Hirschmann, in Hirschmann, Wisniewski & Kaczmarek 1991
- Sejus boliviensis Hirschmann & Kaczmarek, in Hirschmann, Wisniewski & Kaczmarek 1991
- Sejus bugrovskii Wisniewski & Hirschmann, in Hirschmann, Wisniewski & Kaczmarek 1991
- Sejus camerunis Wisniewski & Hirschmann, in Hirschmann, Wisniewski & Kaczmarek 1991
- Sejus congoensis Wisniewski & Hirschmann, in Hirschmann, Wisniewski & Kaczmarek 1991
- Sejus cubanus Wisniewski & Hirschmann, in Hirschmann, Wisniewski & Kaczmarek 1991
- Sejus geometricus Hirschmann & Kaczmarek, in Hirschmann, Wisniewski & Kaczmarek 1991
- Sejus hinangensis Hirschmann & Kaczmarek, in Hirschmann, Wisniewski & Kaczmarek 1991
- Sejus indicus Bhattacharyya, 1978
- Sejus italicus Berlese, 1916
- Sejus javensis Hirschmann & Kaczmarek, in Hirschmann, Wisniewski & Kaczmarek 1991
- Sejus klakahensis Hirschmann, in Hirschmann, Wisniewski & Kaczmarek 1991
- Sejus krantzi Hirschmann, in Hirschmann, Wisniewski & Kaczmarek 1991
- Sejus manualkranzi Hirschmann, in Hirschmann, Wisniewski & Kaczmarek 1991
- Sejus marquesanus Hirschmann, in Hirschmann, Wisniewski & Kaczmarek 1991
- Sejus mesoafricanus Wisniewski & Hirschmann, in Hirschmann, Wisniewski & Kaczmarek 1991
- Sejus novaezealandiae Fain & Galloway, 1993
- Sejus oblitus Hirschmann, in Hirschmann, Wisniewski & Kaczmarek 1991
- Sejus polonicus Hirschmann & Kaczmarek, in Hirschmann, Wisniewski & Kaczmarek 1991
- Sejus porosus (Domrow, 1957)
- Sejus posnaniensis Hirschmann & Kaczmarek, in Hirschmann, Wisniewski & Kaczmarek 1991
- Sejus rafalskii Wisniewski & Hirschmann, in Hirschmann, Wisniewski & Kaczmarek 1991
- Sejus savannakhetianus Hirschmann & Kaczmarek, in Hirschmann, Wisniewski & Kaczmarek 1991
- Sejus sejiformis
- Sejus solaris Wisniewski & Hirschmann, in Hirschmann, Wisniewski & Kaczmarek 1991
- Sejus stebaevi Wisniewski & Hirschmann, in Hirschmann, Wisniewski & Kaczmarek 1991
- Sejus tanganicus Hirschmann & Kaczmarek, in Hirschmann, Wisniewski & Kaczmarek 1991
- Sejus venezuelanus Hirschmann & Wisniewski, 1994
- Sejus viduus C.L.Koch, 1839
- Sejus vitzthumiangelioides Hirschmann, in Hirschmann, Wisniewski & Kaczmarek 1991
- Sejus vitzthumiseurati Hirschmann, Wisniewski & Kaczmarek, 1991